# Radonež

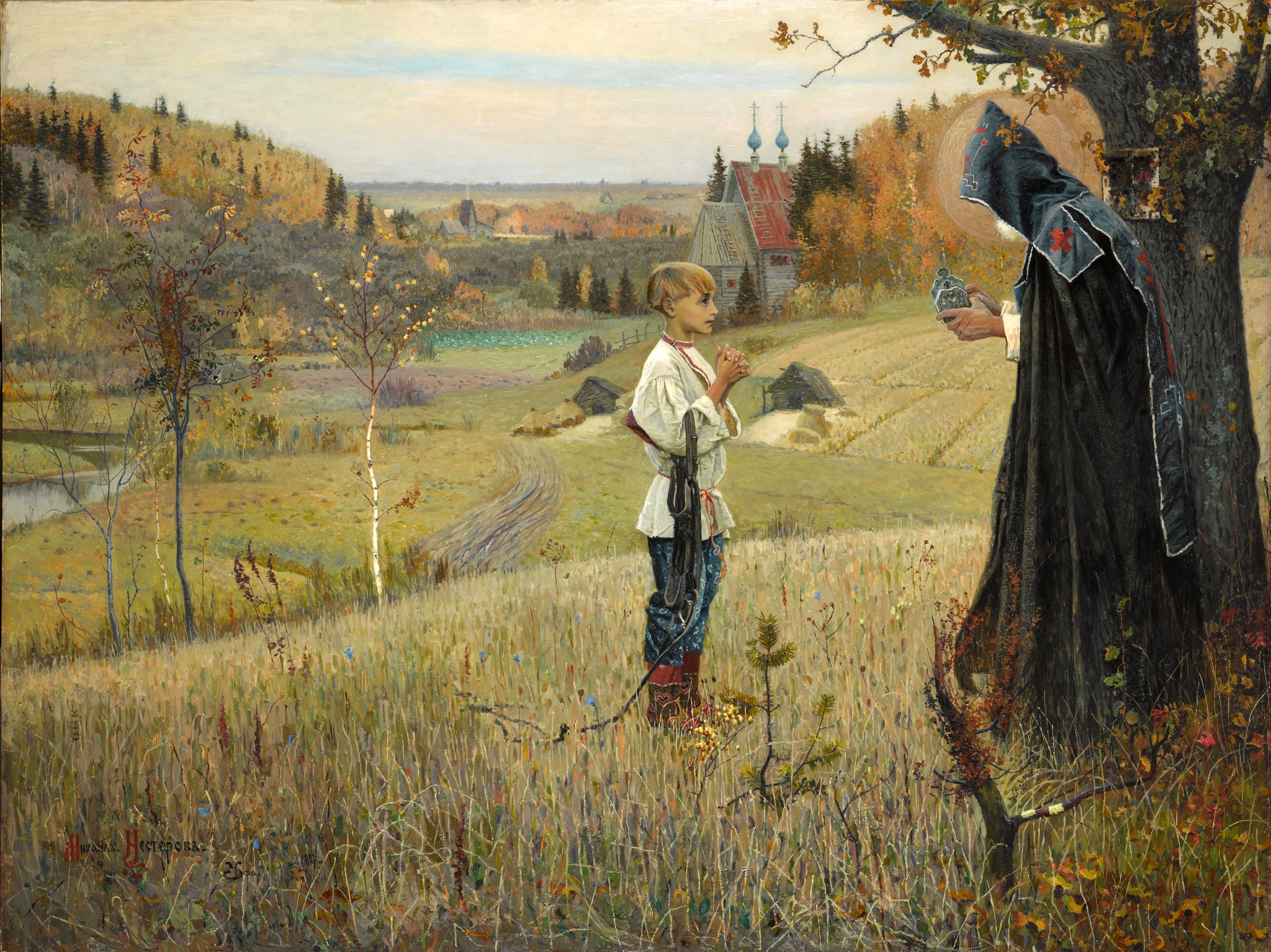
Visione mistica del giovane Varfolomei, di Michail Nesterov, raffigurante la campagna nei pressi di Radonež.

Radonež (anche conosciuta come Gorodok) è un antico villaggio distante all'incirca 15 km da Sergiev Posad nell'Oblast' di Mosca.
Il paese è conosciuto fin dalla prima metà del XIV secolo, durante il regno di Ivan Kalita. Qui, nel 1328, il sovrano di Mosca fece trasferire molti prigionieri da Rostov, principato contro cui era sceso in guerra. tra questi si trovava anche il famoso Sergio di Radonež. Circa vent'anni dopo quest'ultimo fondò il Monastero della Trinità di San Sergio poco a nord del paese.
Radonež appartenne al nobile Vladimir di Serpuchov ed alla sua discendenza fino al 1426, quando l'ultimo principe di Radonež morì senza nominare il proprio successore, innescando un'aspra lotta per il possesso del paese, ai tempi importante snodo militare-strategico, che terminò con l'imprigionamento e al successivo accecamento di Vassili II di Russia da parte del cugino Dmitrij Dmitrevič.
La crescita politica ed economica del vicino monastero fondato da San Sergio in breve bloccò la crescita del paese, facendolo diventare tra il XV e il XVI secolo niente più che una località satellite del monastero della Trinità.
Oggi ciò che rimane della città di Radonež è sita sopra un elevato promontorio, circondato da un meandro del fiume Paža e, nei dintorni del centro storico, è ancora possibile rinvenire tracce di antichi fossati e bastioni. Un monumento a San Sergio è stato eretto nel 1988 nella piazza antistante alla chiesa locale. Ideato e progettato da Vjačeslav Klykov, fu in Russia la prima statua posta in un luogo pubblico ad essere eretta senza la previa autorizzazione da parte delle autorità sovietiche.